# يحيى توفيق حسن
يحيى توفيق حسن، شاعر سعودي، ولد عام 1929 في جدة، حصل على دبلوم في اللغة الإنكليزية ، وعمل في عدد من شركات القطاع الخاص.

## دواوين
صدر له من الدواوين:
- أودية الضياع (1983).
- سمراء (1985).
- وافترقنا يا زمن (1987).
- ما بعد الرحيل (1990).
- حبيبتي أنت (1992).